# CG 4
CG4 est une nébuleuse obscure située à environ 1 300 années-lumière de la Terre dans la constellation de la Poupe. Elle est une pouponnière d'étoiles.
La « tête » de la nébuleuse fait environ 1,5 a.l. de diamètre alors que sa « queue » fait environ 8 a.l. de diamètre.
La nébuleuse est également un globule de Bok dont l'un des côtés a été déformé en forme de queue, lui donnant un aspect de comète.

## Découverte
En 1976, le télescope de Schmidt de l'Australian Astronomical Observatory photographie plusieurs objets ressemblant à des comètes. Appelés globules cométaires (cometary globules), les structures se trouvent dans une nébuleuse en émission, la nébuleuse de Gum.
Les globules possèdent une tête sombre et une très longue queue pointant en sens opposé au rémanent de supernova des Voiles, situé au centre de la nébuleuse de Gum.